# Наноэлектроника

Транзистор с двойным затвором FinFET

Наноэлектроника — область науки и техники, занимающаяся созданием, исследованием и применением электронных приборов с нанометровыми размерами элементов, в основе функционирования которых лежат квантовые эффекты.
Термин «наноэлектроника» не связан с термином «микроэлектроника», поскольку нано-размеры не являются определяющими и носят условный характер. В отличие от классических законов электроники в микроэлектронике основой для работы приборов наноэлектроники являются квантовые эффекты: квантовая ёмкость, кинетическая индуктивность, квантовая проводимость, плазмоны , двумерный электронный газ и другие.
Благодаря этому появляется не только специфичная номенклатура свойств, но и новые перспективы их использования. В частности, если при переходе от микро-размера к нано-размеру квантовые эффекты во многом являются паразитными (например, работе классического транзистора при уменьшении размеров начинает мешать туннелирование носителей заряда), то электроника, использующая квантовые эффекты, — это уже основа так называемой наногетероструктурной электроники.

## Наноэлектроника в России
В России ситуация с развитием наноэлектроники является неоднозначной. Микроэлектроника по сравнению с передним мировым фронтом в России развита достаточно слабо. В наноэлектронике Россия сохранила преимущества, которые были у Советского Союза. Это касается таких областей, как СВЧ-техника, инфракрасная техника, излучательные приборы на основе полупроводников. Россия является родиной одного из наиболее значимых электронных приборов — полупроводникового лазера, за который получил Нобелевскую премию академик Жорес Алфёров.
Во многих областях наноэлектроники стартовые позиции у России достаточно неплохие. На полупроводниковых наногетероструктурах с двумерным электронным газом основывается, например, сотовая связь. Здесь Россия не в лидерах, но сделанные ранее разработки в областях СВЧ, фотоприёмников, излучательных структур, солнечных батарей, силовой электроники и сейчас на очень хорошем уровне.
Государственные компании и программы
Ведущими разработками в области наноэлектроники в России занимаются:
- Национальный исследовательский университет «МИЭТ»
- ФГУП «НИИ физических проблем им. Ф. В. Лукина»
- ФГУП Российский научный центр «Курчатовский институт»

Данные организации назначены головными в отрасли нанотехнологий по таким направлениям, как наноинженерия, наноэлектроника, нанобиотехнология.
Частные предприятия
АНО «Институт нанотехнологий МФК»(ИНАТ МФК) — российская некоммерческая научно-производственная организация, работающая в сфере разработки и производства нанотехнологического оборудования, а также создания и практического внедрения технологий производства наноструктур и наноматериалов на их основе.
ООО «Нано скан технология» — компания, основанная в Долгопрудном в 2007 году. Специализируется на разработке и производстве сканирующих зондовых микроскопов и комплексов на их основе для научных исследований и образования.
NT-MDT — российская компания, созданная в Зеленограде в 1989 году. Занимается производством сканирующих зондовых микроскопов для образования, научных исследований и мелкосерийного производства.
ООО НПП «Центр перспективных технологий» — российское предприятие, работающее в области нанотехнологий. Создано в 1990 г. Специализируется на производстве сканирующих зондовых микроскопов «ФемтоСкан», атомных весов и аксессуаров, а также на разработке программного обеспечения.
Концерн «Наноиндустрия» — интегрирующая научно-производственная компания, основанная в 2001 году. Деятельность Концерна сосредоточена на разработке конкурентоспособной нанотехнологической продукции, организации её производства и рынков потребления.
ООО «Крокус Наноэлектроника» — совместное предприятие Роснано и компании с французскими корнями Crocus Technology. Основана в 2011 году. Производство стартовало в 2016 году. Первая и пока единственная российская фабрика по обработке кремниевых пластин большого диаметра 300 мм, имеющая оборудование с технологическими нормами 90 нм и 55 нм. Один из крупнейших в мире производителей микросхем компьютерной памяти MRAM и встраиваемых магнитных логических ячеек для интегральных микросхем СнК.

## Основные задачи наноэлектроники
- Разработка физических основ работы активных приборов с нанометровыми размерами, в первую очередь квантовых;
- разработка физических основ технологических процессов;
- разработка самих приборов и технологий их изготовления;
- разработка интегральных схем с нанометровыми технологическими размерами и изделий электроники на основе наноэлектронной элементной базы.